# Station Nieuwveen
Station Nieuwveen is een voormalig  Nederlands spoorwegstation aan de spoorlijnen Uithoorn – Alphen aan den Rijn en Nieuwveen - Ter Aar. Het station werd geopend op 1 augustus 1915 en gesloten op 1 januari 1936.
Het stationsgebouw (gebouwd naar type Hesm I) werd gebouwd in 1913. Het gebouw staat er heden nog aan de Willem Pieter Speelmanweg 39a en is in gebruik als kantoorruimte.